# Sint-Benedictuskerk (Mortsel)

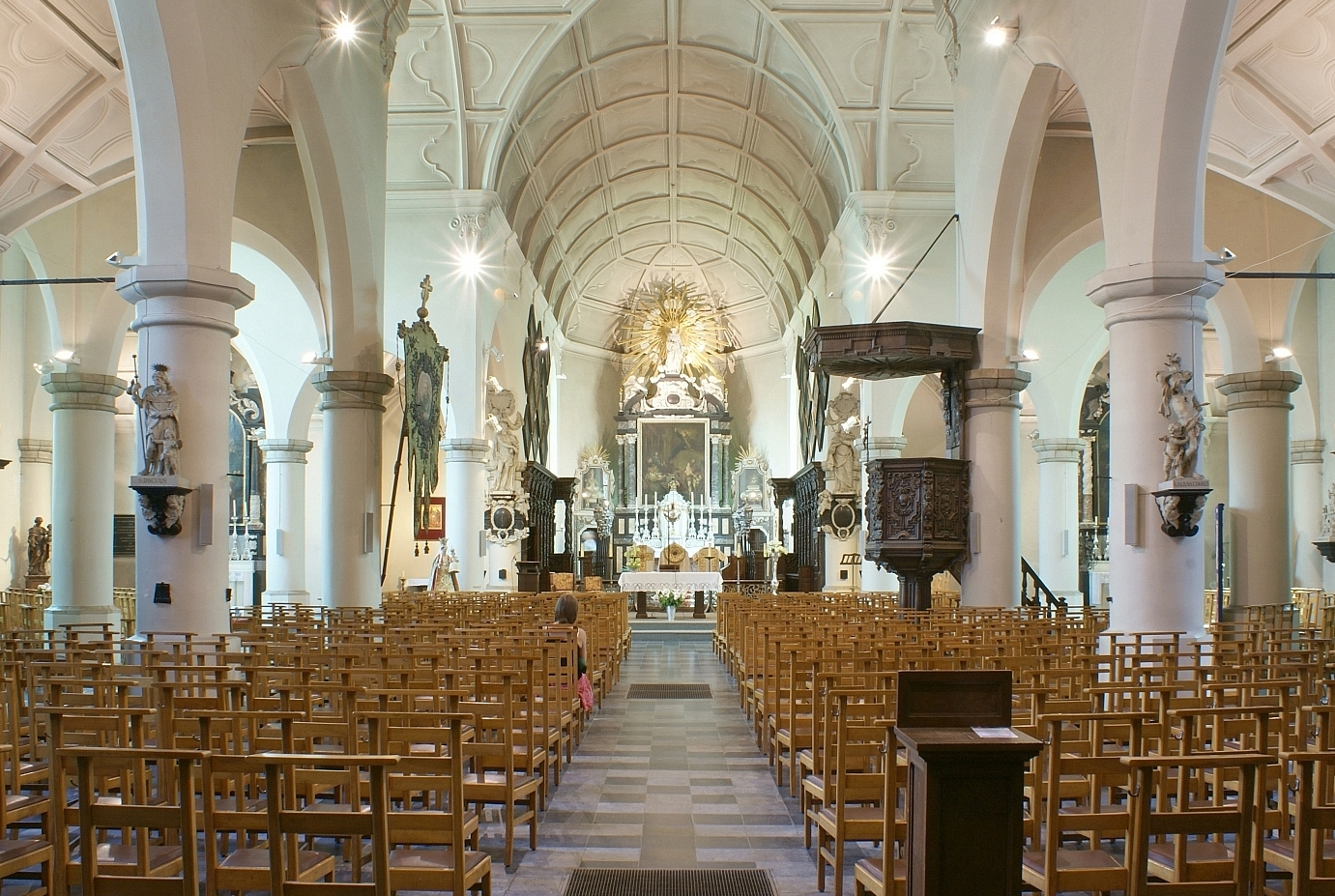
Schip, preekstoel en koor.

De gotische Sint-Benedictuskerk is de oudste parochiekerk in de stad Mortsel in de Belgische provincie Antwerpen. Ze ligt ingesloten tussen de Kerkstraat, De Sint-Benedictusstraat, de Wouwstraat, de Dorpsstraat en de Rubensstraat, en is erkend als monument van onroerend erfgoed.

## Geschiedenis
De historie van de Sint-Benedictuskerk gaat bijzonder ver terug.
Anno 1150 wordt melding gemaakt van dit gebedshuis, meer bepaald in een pauselijke bulle. Daarbij is sprake van het "altare de Mortezele".
In die tijd was er nog geen kerk als dusdanig maar wel een kapel. Acht jaar later schreef de Bisschop van Kamerijk, Nicolaas I van Chièvres, over datzelfde altaar, toen hij het terugschonk aan de Benedictijnerabdij van Lobbes. Hij had het over de plaats "Mortsella". De toenmalige kapel was een aanhorigheid van de moederkerk in Kontich.
Vermoedelijk werd in 1158 aanvang gemaakt met de vervanging van de kapel door een kerk. Dit 12e-eeuwse bouwwerk werd de voorloper van het gebedshuis dat we nu kennen.
Men beschikt thans nog over een bron van informatie, dankzij het zogenaamde "Knopboeck". Dit boek is met deze naam toebedeeld, doordat elk hoofdstuk aanvangt met een blad waaraan een lederen knoopje is genaaid. In gotische letters en met de hand geschreven, telt het boek 76 bladen perkament. Achteraan zijn enkele "papieren" bladen met een moeilijk leesbaar handschrift bijgenaaid.
Het Knopboeck vermeldt dat de kerk is toegewijd aan de "Almachtigen God en aan Sint-Benedictus".
Op het einde is er een zinnetje geschreven "Cepit esse ecclesia anno Domini MCCIII" wat betekent: "Begon kerk te zijn in het Jaar des Heren 1203".
De eerste kerk werd in de eerste helft van de 15de eeuw vervangen door een andere. Het hoofdaltaar van het nieuwe gebouw werd geconsacreerd in het jaar 1442. De gotische toren in witte zandsteen is ouder: hij dateert van de jaren 1300. De rest van de toenmalige kerk werd voltooid in de 16-de eeuw.
Doordat de regio zeer onrustig was tijdens de 16de eeuw, meer bepaald door de opstand tegen de Spanjaarden, met daarbij de strategische ligging van Mortsel op het kruispunt der wegen naar Antwerpen, Lier en Mechelen, wegens de doorgang der troepen, en wegens de beeldenstorm, hadden de dorpsgemeenschap van Mortsel evenals de Sint-Benedictuskerk erg te lijden. In 1583 werd Mortsel door Alexander Farnese op drie gezinnen na, volledig ontvolkt.
Omstreeks 1607 kreeg de kerk een grondige herstelling. Nieuwe klokken werden genoteerd in 1631 en het einde der herstellingswerken dateert van 7 april 1632.
De Franse Revolutie had ook haar gevolgen voor Mortsel: anno 1798 werd de kerk gesloten om in 1802 weer te worden geopend.
De bevolkingstoename omstreeks 1840 had tot gevolg dat er vraag was om de kerk te vergroten. Plannen in die zin werden ingediend maar geweigerd.
In 1877 werd de kerk uitgebreid met een berg- en een doopruimte.
Wegens de explosieve bevolkingstoename werden tussen 1885 en 1959 in de omgeving verscheidene andere parochies opgericht: Heilig Kruis, Sint-Lodewijk, Sint-Theresia, Sint-Jozef en Sint-Bernadette.
Op 1 maart 1960 vingen onder het leiderschap van pastoor Hendrik Heylen (pastoor van 1959 tot 1984) vergrotingswerken aan. De vergrote kerk werd in 1961 geconsacreerd door Monseigneur Schoenmaeckers, hulpbisschop van Mechelen.
Het orgel werd eveneens vergroot teneinde voldoende volume te produceren voor de uitgebreide ruimte. Het werd door Monseigneur Daem, bisschop van Antwerpen, gewijd op Tweede Kerstdag 1962 en ingespeeld door enerzijds Z.E.H. Kanunnik Edgar De Laet, en anderzijds koster-orgelist: August Delhaye.

## Het interieur
De zijaltaren en het hoofdaltaar zoals we die nu nog kennen, zijn van de 17de eeuw. Beeldhouwer Sebastiaan de Neve bouwde ze omstreeks 1640-1642. Rond diezelfde tijd (1642) bouwde Jan De Kegel uit Brussel de preekstoel die de eeuwen getrotseerd heeft, en er nu nog altijd staat. Deze is vervaardigd uit donker eikenhout versierd met snijwerk. Na zijn voltooiing werd hij per schip van Brussel naar Boom vervoerd (wellicht over de Zenne en de Rupel). Vandaar werd hij met paard en kar naar Mortsel overgebracht.
Tussen 1640 en 1644 bouwde Sebastiaan de Neve boven het eigenlijke altaar ook nog het hoogaltaar: de voorstelling van Sint-Benedictus in de hoogte, omringd door een lauwerkrans van stralen.
De drie altaren werden anno 1645 gewijd.
Van dezelfde periode dateert ook het orgel: gemaakt door Hans Gulphus en ingespeeld op 1 september 1652 door twee orgelisten.
Omstreeks 1653 werd links in het koor een houten koorgestoelte gebouwd door Joos Pasteels, broer van toenmalig pastoor Pasteels (pastoor van 1653 tot 1657).
Ongeveer een decennium later, anno 1662, werden drie van de vier biechtstoelen gebouwd. De vierde dateert van 1710. Ze werden vervaardigd door Janssens en Vridken enerzijds, en Pieter Convent tezamen met Thomas Maes anderzijds.
Kort nadien, in 1711, werd rechts in het koor een houten koorgestoelte gebouwd door Pieter Convent uit Kontich. Het snijwerk ervan werd gemaakt door Thomas Maes.
Omstreeks deze tijd werd de kerk ook uitgerust met een communiebank uit hout en smeedijzer. Het ontwerp (met andere woorden: de vormgeving) was van Engelbertus Baets, het houtsnijwerk van Jan de Neef en het ijzersmeedwerk van Cornelis Marckx.
Graaf de Fiennes van Cantincrode schonk in 1741 een wit geschilderd draaitabernakel. Dit werd vervaardigd door Cornelius Marckx uit Kontich en is nog steeds in gebruik.
De doopvont dateert van 1749.